# Nordkarelien
Koordinaten: 63° 0′ N, 30° 0′ O
Nordkarelien (finnisch Pohjois-Karjala, schwedisch Norra Karelen) ist eine Landschaft (maakunta) in Finnland. Von 1960 bis 1997 bildete es eine eigene Provinz (lääni). Nordkarelien ist Teil der historischen, zwischen Finnland und Russland geteilten Region Karelien. 
Nordkarelien gehört zu den am dünnsten besiedelten und strukturschwächsten Gegenden Finnlands. Die größte Stadt der Region ist Joensuu.
Nordkarelien ist der östlichste Teil im kontinentalen Gebiet der Europäischen Union. Nur Zypern liegt noch weiter östlich. Es besteht eine Regionalpartnerschaft mit dem Landkreis Kusel.

## Wappen
Beschreibung: Der Wappenschild in Rot zeigt zwei silberne Rechtarme aus dem Schildrand hervorbrechend, die rechts mit goldenem Gelenkschutz ein silbernes, goldgegrifftes  Schwert und links einen goldgegrifften Krummsäbel schwingen. Zwischen den Armen schwebt eine goldene Krone.
- siehe auch Wappen der finnischen Region Nordkarelien

## Gemeinden
Zu Nordkarelien gehören 12 Gemeinden, von denen fünf Städte (fettgedruckt) sind. Einwohnerzahlen zum 31. Dezember 2022.
1. Ilomantsi (4.492)
2. Joensuu (77.513)
3. Juuka (4.352)
4. Kitee (9.727)
5. Kontiolahti (15.157)
6. Lieksa (10.372)
7. Liperi (11.962)
8. Nurmes (9.243, einschließlich der zum 1. Januar 2020 eingemeindeten Gemeinde Valtimo)
9. Outokumpu (6.457)
10. Polvijärvi (4.084)
11. Rääkkylä (1.960)
12. Tohmajärvi (4.160)